# Rynartice
Rynartice (deutsch Rennersdorf) ist ein Ortsteil der Gemeinde Jetřichovice in Tschechien. Er liegt sechs Kilometer nördlich von Česká Kamenice und gehört zum Okres Děčín.

## Geographie

### Geographische Lage
Rynartice erstreckt sich am südlichen und östlichen Fuße des Křížový vrch (Kreuzberg, 408 m) auf einer Waldlichtung im Sandsteinfelsgebiet der Böhmischen Schweiz. Im Osten und Süden fließt die Chřibská Kamenice (Kreibitzbach) durch das Felsental Pavlinino údolí (Paulinengrund). Nördlich erheben sich der Křížový vrch (Kreuzberg, 408 m) und Suchý vrch (Suppgeberg, 481 m), im Osten die Bukovina (580 m), südöstlich der Studenec (Kaltenberg, 736 m), im Südwesten der Na Skalinách (Hintschke, 341 m) und die Výří skály (Uhustein, 341 m) sowie im Nordwesten die Krkavčí skála (Rabenfels, 393 m), Mariina skála (Marienfels, 428 m), Vilemínina stěna (Wilhelminenwand, 439 m) und Rudolfův kámen (Rudolfstein, 484 m).

### Ortsgliederung
Zum Ortsteil Rynartice gehört die Einschicht Na Tokání (Balzhütte).

### Nachbargemeinden
Nachbarorte sind Na Tokání im Norden, Na Potocích und Dolní Chřibská im Nordosten, Lesní Domky im Osten, Studený im Südosten, Lipnice und Kunratice im Süden, Všemily im Südwesten sowie Jetřichovice im Westen.

## Geschichte

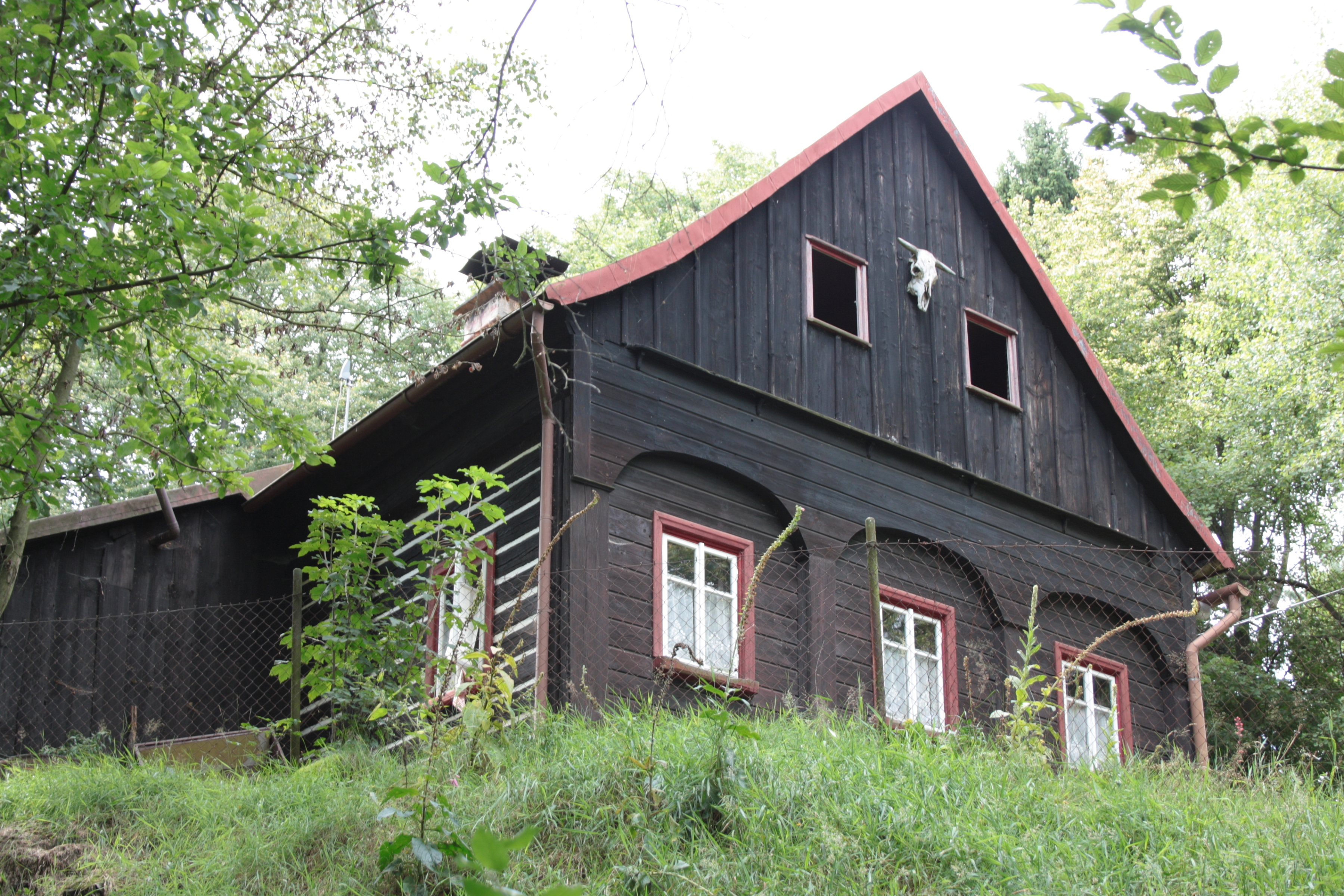
Typische Umgebindehäuser in Rynartice

Das Dorf wurde wahrscheinlich im 14. Jahrhundert im Zuge der Besiedlung der Herrschaft Scharfenstein unter den Herren von Michelsberg durch deutsche Kolonisten angelegt. Die erste schriftliche Erwähnung des an einer alten Handelsstraße in die Lausitz gelegenen Dorfes Reynersdorff erfolgte 1487. Weitere Bezeichnungen waren Rainhardsdorf und Rainersdorf. Im Wald nordöstlich des Dorfes befand sich die kleine Ansiedlung Budersdorf, die nach 1457 erlosch. Als zur Herrschaft Kamnitz gehöriges Dominikaldorf wurde Rennersdorf nur zu einem Teil in der berní rula und dem Theresianischen Kataster erfasst. In den Wäldern errichteten die Grafen Kinsky eine Jagdhütte,  sie ist seit 1673 als Balzhütte nachweisbar. 1675 wurde der Meierhof Rennersdorf aufgelöst und auf Teilen seiner Fluren 30 Häuser errichtet. Das ursprünglich zur Kirche des hl. Jakobus in Kamnitz gepfarrte Dorf wurde 1787 zur Kirche des hl. Johannes von Nepomuk in Dittersbach umgepfarrt. Zu dieser Zeit sind in Rennersdorf 65 Häuser nachweisbar. 1833 lebten in den 77 Häusern von Rennersdorf 521 Menschen.
Nach der Aufhebung der Patrimonialherrschaften bildete Rennersdorf mit dem Ortsteil Balzhütte ab 1850 eine politische Gemeinde in der Bezirkshauptmannschaft Tetschen/Děčín. Zu dieser Zeit hatte Rennersdorf 564 Einwohner. Dieser lebten vor allem von der Forstwirtschaft, die felsigen Böden waren wenig ertragreich. 1869 hatte die Gemeinde nur noch 487 Einwohner, der Bevölkerungsrückgang durch Abwanderung in Fabrikstandorte setzte sich fort. 1890 lebten in dem Dorf 355 Menschen. Rennersdorf entwickelte sich in dieser Zeit zu einer Sommerfrische.
Die Gemeinde Schemmel hatte im Jahre 1930 251 Einwohner. 1938 weilte  Lord Walter Runciman als Gast von Ulrich Ferdinand Kinsky in der Balzhütte. Nach dem Münchner Abkommen wurde Rennersdorf 1938 dem Deutschen Reich zugeschlagen und gehörte bis 1945 zum Landkreis Tetschen, ab 1943 Tetschen-Bodenbach. 1939 lebten in dem Ort 221 Menschen. Nach dem Ende des Zweiten Weltkrieges kam Rynartice zur Tschechoslowakei zurück. Die deutschen Bewohner wurden bis 1946 vertrieben. 1948 wurde Rynartice nach Jetřichovice eingemeindet und zugleich dem neu geschaffenen Okres Nový Bor zugeordnet. 1961 kam der Ort zum Okres Děčín zurück. Zu dieser Zeit hatte Rynartice 55 Einwohner. 1991 hatte der Ort 18 Einwohner. Im Jahr 2001 bestand das Dorf aus 51 Wohnhäusern, in denen 33 Menschen lebten. Rynartice ist heute ein Erholungsort.

## Kultur und Sehenswürdigkeiten

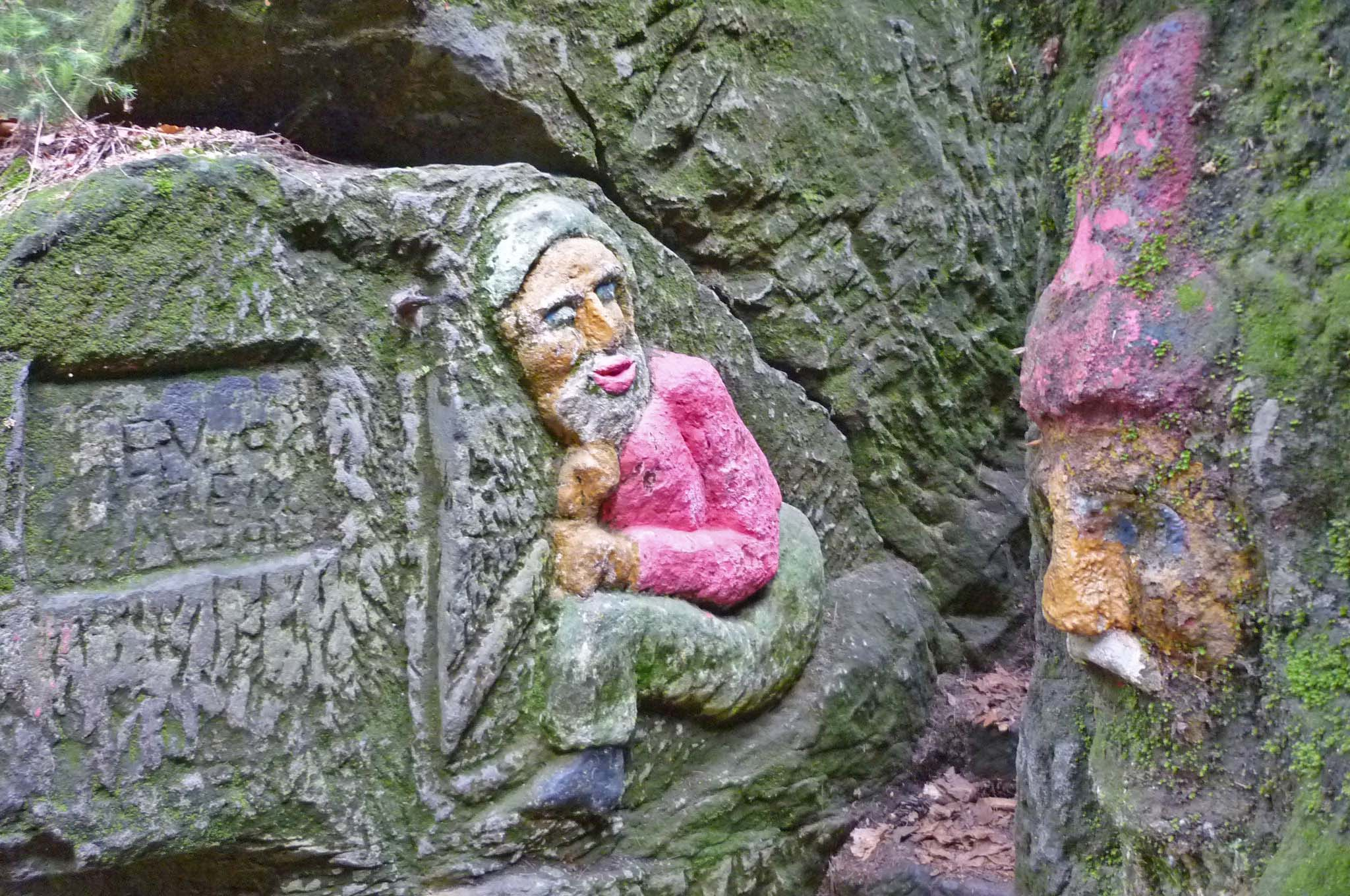
Trpasličí jeskyně (Zwerghöhle)

- Trpasličí jeskyně (Zwerghöhle)Trpasličí jeskyně (Zwerghöhle), in die südwestlich des Dorfes gelegenen Sandsteinfelsgruppe wurden zwischen 1820 und 1833 durch Ernest Wahr die Figuren von Schneewittchen und den sieben Zwergen eingehauen und farbig bemalt.
- der Paulinengrund (Pavlínino údolí) der Chřibská Kamenice
- Dreifaltigkeitskapelle im Paulinengrund (Pavlínino údolí) zwischen Rynartice und Na Potocí, die Felsnischenkapelle wurde 1697 von Georg Ferdinandt Weydlich geschaffen
- Jagdschlösschen, heute Hotel Zámeček
- Felsnischenkapelle Ecce Homo, an der Straße nach Jetřichovice
- Kapelle des hl. Prokop, oberhalb der Straße nach Jetřichovice, errichtet um 1800
- Umgebindehäuser